# 60e bataillon de chasseurs à pied
Le 60e bataillon de chasseurs à pied est une unité militaire française du corps des chasseurs à pied. Elle participe à la Première et à la Seconde Guerre mondiale.

## Création et différentes dénominations
- août 1914 : création
- 25 février 1919 : Dissolution
- 1939 : Recréation du 60e bataillon de chasseurs alpins (60e BCA)
- 1940 : capture du bataillon

## Historique

### La Première Guerre mondiale
Le bataillon est mobilisé en août 1914 à Brienne-le-Château, comme bataillon de réserve du 20e bataillon de chasseurs à pied.

#### Rattachements
- Réserve d'infanterie - Éléments non endivisionnés (ENE) du 21e corps d'armée. (août 1914)
- Groupement de Vassart - 21e corps d'armée. (septembre 1914)
- Division Barbot - Corps d'armée provisoire. (septembre 1914)
- 77e division d'infanterie d'octobre 1914 à novembre 1918, 21e corps d'armée

#### 1914
- août: Vosges - Saales, vallée de la Bruche, Donon, la Croix Brignon, Celles-sur-Plaine, 
  - 25 août - 4 septembre : Bataille du col de la Chipotte
  - col du Haut du Bois
- août/septembre: 
  - bataille de la trouée de Charmes, Larifontaine, cote 450, Raon-l'Étape.
- septembre/octobre: déplacement vers l'Artois, Arras
- octobre/novembre: Bataille de l'Artois, Neuville-Vitasse, Achicourt, Marœuil.
- novembre: mêlée des Flandres, Merville, Bixschoote, Staden, vallée de l'Yser
- décembre: Artois secteur d'Écurie.

#### 1915
- janvier/avril: Artois - secteur d'Écurie.
- mai: Deuxième bataille de l'Artois, secteur de Souchez.
- mai/juin: repos Tincques
- juin/septembre: Artois - Souchez, secteur du Cabaret Rouge, cimetière de Souchez, cote 119
- septembre/décembre: Artois - bois de Givenchy.

#### 1916
- janvier: repos Saint-Pol-sur-Ternoise
- février/mars: repos Estrées-Saint-Denis,
- mars: déplacement sur Verdun,
- avril:Verdun, fort de Souville, fort de Vaux,
- mai: repos & instruction camp de Saffais.
- mai/juillet: Woëvre, secteur Mandres-aux-Quatre-Tours
- août/septembre: Somme - secteur de Barleux, secteur de la Maisonnette.
- septembre/octobre: repos Ailly-sur-Noy.
- octobre: Bataille de la Somme, secteur de Biaches, secteur de la Maisonnette.
- octobre/novembre: repos Poix, travaux Neuilly-Saint-Front.
- décembre: Soissonnais - carrières de Confrécourt, creutes de la Champignonnière.

#### 1917
- janvier/février: Soissonnais.
- mars/mai: repli Hindenburg - canal de l'Ailette
- mai: repos à Blérancourdelle.
- juin: le chemin des Dames, épine de Chevregny.
- juillet/août: Hartennes, Villers-le-Sec, Liévans.
- septembre: camp de Villersexel - Lure, Belfort, Montreux-Vieux,
- septembre/novembre: Haute-Alsace, Foussemagne.
- novembre: instruction à Romagny, secteur Schoœnholz.
- décembre: repos à Retzwiller.
  - En 1917, le régiment connait des actes d'indicipline collective. 250 chasseurs en armes gagnèrent un rendez-vous fixé par d'autres mutins, au voisinage de Soissons. (Mutineries de 1917)[2]

#### 1918
- janvier: Haute-Alsace, secteur Schœnholz[3],[4], Retzwiller - repos Bessoncourt.
- février: repos camp d'Arches - instruction Rehaincourt
- mars: travaux Ogéviller, Charmes, instruction, déplacement à Ressons-sur-Matz.
- avril: bataille du Matz, secteur de Thiescourt.
- mai: repos Grand-Fresnoy - déplacement Vosges, Saulxures, Thiéfosse, col d'Oderen.
- juin: Moosch, Hartmannswillerkopf - repos Bitschwiller.
- juillet: Cornimont, Chantilly, Apremont,  Seconde bataille de la Marne, Boursault, ferme Bel-Air, Mont Mergy, Nesle-le-Repons, forêt de Vassy, Commétreuil bois de Bouilly - repos Courtagnon, Pierry.
- août: déplacement Champfleury, La Haubette.
- septembre: Champagne, secteur de La Neuvillette.
- octobre: offensive des Flandres, Staden, crête de Hooglede, vallée de la Lys, route Saint-Hubert-Peteghem. Repos.
- novembre: offensive des Flandres, franchissement de la Lys. Ruysselde.

### Entre-deux-guerres
Le 60e BCP est dissout le 25 février 1919 dans la région de Zottegem. Ses élements rejoignent à partir du 22 le 19e et le 26e BCP.

### La Seconde Guerre mondiale
Le 60e bataillon de chasseurs alpins est recréé à Antibes à la mobilisation de 1939 comme bataillon de réserve de série A. Il est rattaché à 22e demi-brigade de chasseurs alpins de la 30e division d'infanterie alpine. 
En 1939, stationné initialement dans les Alpes (Grasse, Magagnosc, Opio, Le Rouret), il fait route vers la Lorraine (Rohrbach, Petit-Réderching) tandis que la section d'éclaireurs-skieurs reste dans les Alpes.
En 1940, il stationne dans l'Aisne (Laon, Trucy, Monthenault) puis en Alsace (Frœschwiller, Langensoultzbach, Nehwiller, Wœrth, Reichshoffen), puis en Lorraine (Hommarting, Badonviller) et dans les Vosges (Rambervillers, bois de Tanière, Cheniménil). Il s'illustre le 13 juin 1940 pendant la bataille du Maimont, avant d'être capturé en défendant Prey le 22 juin, Maffroux et enfin Docelles.

## Insigne

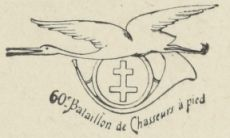
Insigne du (1919).

L'insigne de l'ancien 60e bataillon de chasseurs à pied porte une cigogne d'Alsace et une croix de Lorraine sur le cor des chasseurs.

## Refrain
Il reprend le refrain du 20e bataillon du chasseur à pied dont il est le bataillon de réserve[réf. nécessaire] :

## Drapeau du régiment
- Comme tous les autres bataillons de chasseurs ou groupes de chasseurs, il ne dispose pas de son propre drapeau.

- Citations au fanion du bataillon :
  - Croix de guerre 1914-1918[9]
  - 4 citations à l'ordre de l'armée[9]
  - Fourragère aux couleurs du ruban de la Médaille militaire[9]

## Chefs de corps

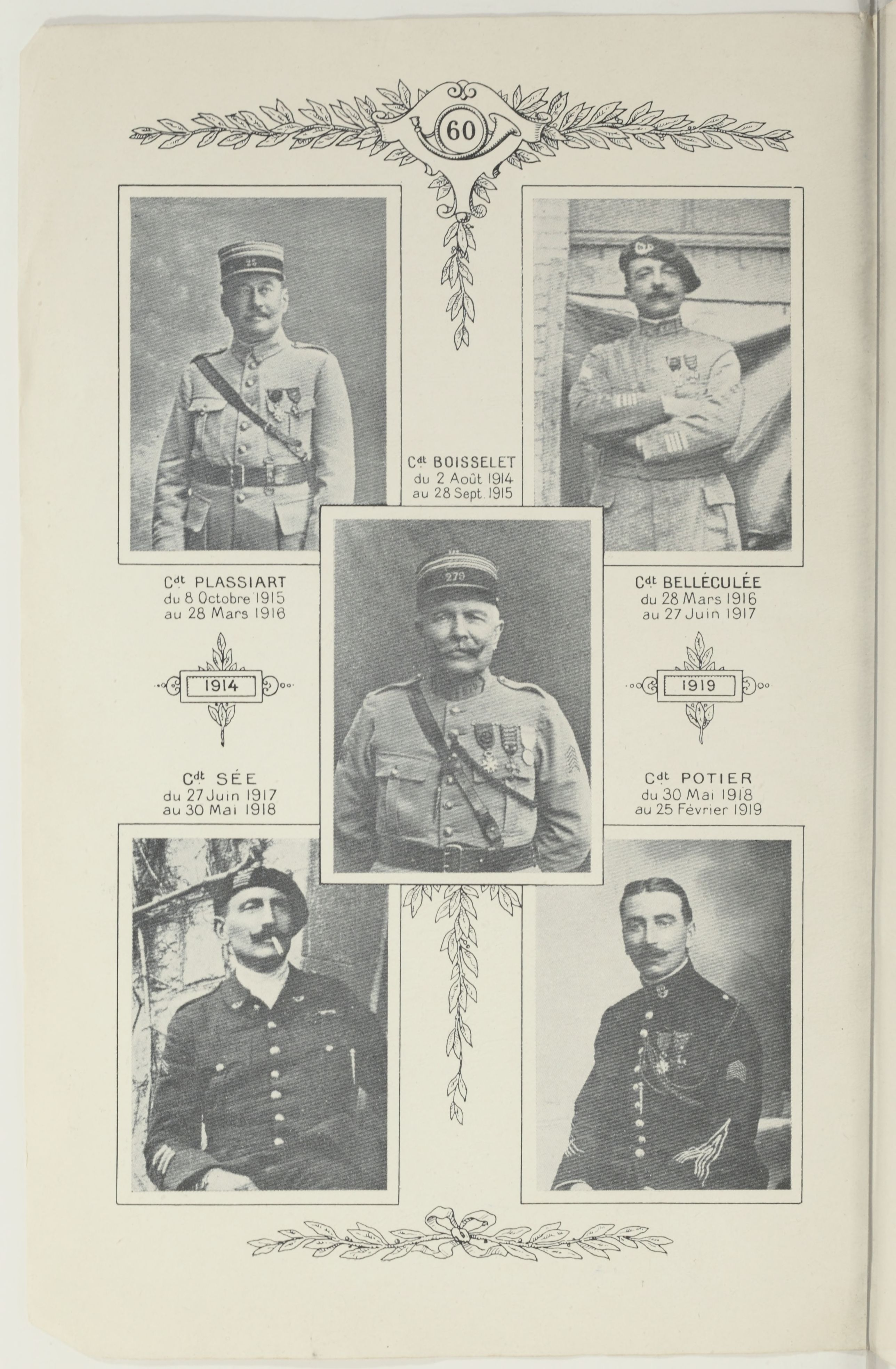
Les commandants du, 1914-1919. De gauche à droite et de haut en bas : commandants Plassiart, Belléculée, Boisselet, Sée et Potier.

- août 1914 - septembre 1915 : chef de Bataillon Boisselet[1],[N 1]
- octobre 1915 - mars 1916: chef de bataillon Plassiart[10]
- mars 1916 - juin 1917: Chef de Bataillon Belléculée[11],[N 2]
- juin 1917 - mai 1918: chef de bataillon Sée[12]
- mai 1918 - février 1919 : Potier[13],[N 3]

- 1939 : ?

## Sources et bibliographie
- Yvick Herniou, Éric Labayle et Michel Bonnaud, Répertoire des corps de troupe de l'Armée Française pendant la Grande Guerre, t. 2 : Chasseurs à pied, alpins et cyclistes, Unités d'active de réserve et de territoriale, Château-Thierry, Bonnaud, 2007, 446 p. (ISBN 978-2-951-90012-7, OCLC 822741253)
- Les Chasseurs à pied, Numéro spécial de la revue historique de l'armée, no 2, Société Industrielle d'Imprimerie, 1966, 194 pages..
- Joseph Antiglio, 60e Bataillon de chasseurs à pied, historique et livre d'or, août 1914 - février 1919, Besançon, Impr. de Millot frères, 1919, 127 p. (OCLC 559723880), lire en ligne sur Gallica.